# Rugaspidiotus arizonicus
Rugaspidiotus arizonicus är en insektsart som först beskrevs av Cockerell 1900.  Rugaspidiotus arizonicus ingår i släktet Rugaspidiotus och familjen pansarsköldlöss. Inga underarter finns listade i Catalogue of Life.